# Hugues Tatilon
Paul Hugues (Hughes) Tatilon (ur. 16 listopada 1909 w Marsylii, zm. 26 lipca 1983 tamże) – francuski polityk i samorządowiec, działacz ruchu oporu i więzień obozów koncentracyjnych, w 1983 poseł do Parlamentu Europejskiego.

## Życiorys
Syn mechanika pochodzenia włoskiego. Pracował jako urzędnik gminny. Zaangażował się w działalność polityczną, w latach 30. należał do młodzieżówki Jeunesses socialistes oraz do Francuskiej Sekcji Międzynarodówki Robotniczej. W czasie II wojny światowej od 1941 działał w ruchu oporu, był współzałożycielem organizacji Noyautage de l’administration publique i rozprowadzał prasę. Wspierał Charles'a de Gaulle'a. W 1943 został aresztowany przez Niemców, poddano go torturom i deportowano do obozów koncentracyjnych Neue Bremm w Saarbrücken, Buchenwald oraz w Dachau. Został uwolniony 29 kwietnia 1945, w dniu, w którym miano go poddać egzekucji.
W międzyczasie przeszedł na pozycje lewicowego gaullizmu. W 1947 po raz pierwszy wybrany radnym Marsylii z listy Zgromadzenia Ludu Francuskiego, pełnił funkcję zastępcy mera miasta. Po przekształceniu ugrupowania działał w Unii Demokratów na rzecz Republiki, był szefem jej struktur w Bouches-du-Rhône. W 1979 kandydował do Parlamentu Europejskiego, mandat posła uzyskał 27 maja 1983 w miejsce Louise Weiss. Przystąpił do frakcji postępowych demokratów. Zmarł niespełna dwa miesiące później.
Odznaczony m.in. Legią Honorową IV klasy, Medalem Ruchu Oporu i Krzyżem Wojennym z Palmami. Działał w organizacjach zrzeszających kombatantów i deportowanych, m.in. Fédération nationale des déportés et internés résistants et patriotes oraz Fraction nationaliste armée révolutionnaire, a także kierował komitetem upamiętniającym te osoby.